# فالک هنچل
فالک هنچل (به آلمانی: Falk Hentschel) یک بازیگر و رقاص آلمانی اهل لایپزیگ است که بیشتر برای نقش کارتر هال/ هاوک من در سری مجموعهٔ افسانه‌های فردا، (یک اسپین آف از سریال پیکان و فلش) شناخته شده‌است.

## زندگی اولیه
فالک هنتشل با پدر و مادر خود، یورگ و مارتینا و برادرش اووه، هفت ماه پیش از فروریختن دیوار برلین از آلمان شرقی گریختند.

وی با دو زبان انگلیسی و آلمانی بزرگ شده و در تمام عمر به سراسر جهان نقل مکان کرده‌است.

## فیلم‌ها
| سال  | عنوان              | نقش                         | یادداشت                        |
| ---- | ------------------ | --------------------------- | ------------------------------ |
| ۲۰۰۵ | پرورش شکست‌خورده    | جی، پلیس جذاب               | اپیزود: "Queen for a Day"      |
| ۲۰۱۰ | شوالیه و روز       | برنارد                      | فیلم، نقش مکمل                 |
| ۲۰۱۱ | ان‌سی‌آی‌اس: لس‌آنجلس  | بردفورد هریس الگین          | اپیزود: "Archangels"           |
| ۲۰۱۱ | سی‌اس‌آی             | تیموتی جانسون               | اپیزود: "Targets of Obsession" |
| ۲۰۱۲ | رقص خیابانی ۲      | اَش                          | فیلم، نقش اصلی                 |
| ۲۰۱۳ | انتقام             | گرگور هافمن                 | اپیزود: "Truth, Part 1"        |
| ۲۰۱۳ | سقوط کاخ سفید      | ماتس                        | فیلم، نقش مکمل                 |
| ۲۰۱۴ | برتری              | باب                         | فیلم، نقش مکمل                 |
| ۲۰۱۴ | مأموران شیلد       | مارکوس اسکارلوتی/ویپلَش      | اپیزود: "A Fractured House"    |
| ۲۰۱۵ | فلش                | کارترهال/هاوک من            | اپیزود: "Legends of Today"     |
| ۲۰۱۵ | پیکان              | کارترهال/هاوک من            | اپیزود: "Legends of Yesterday" |
| ۲۰۱۶ | افسانه‌های فردا     | کارترهال / هاوک من          | نقش اصلی در فصل ۱              |
| ۲۰۱۸ | روان‌پزشک           | بیف الیسون                  | ۲ اپیزود                       |
| ۲۰۱۸ | به مارون خوش آمدید | هاوپت‌اشتورمفورر لودویگ تاپف | فیلم                           |
| ۲۰۱۹ | ایو                | گونتر                       | فیلم                           |